# Мигел Анхел Гера
Мигел Анхел Гуера (на испански: Miguel Ángel Guerra) е бивш аржентински пилот от Формула 1. Роден е на 31 август 1953 година в Буенос Айрес, Аржентина.

## Формула 1
Мигел Анхел Гуера дебютира във Формула 1 през 1981 г. в Голямата награда на САЩ, в световния шампионат на Формула 1 записва 4 участия като не успява да спечели точки. Състезава се за отбора на Осела.